# 曹志耘
曹志耘（1961年—），男，浙江金华人，中国語言學家。曾任北京語言大學副校長，現任浙江师范大学教授、博士生导师、中国语言资源保护研究中心主任。

## 生平
曹志耘是浙江省金華市湯溪岩下村人:引論 5頁 :前言 3頁。畢業於山東大學中文系，获文學博士学位。

## 著作
著作有《金華方言詞典》（《現代漢語方言大詞典》分卷本之一）:版權頁、《嚴州方言研究》、《南部吳語語音研究》:版權頁、《漢語方言地圖集》（主編）、《吳語婺州方言研究》（合作）、《中國語言文化典藏》（主編）等。